# Daniël Völter

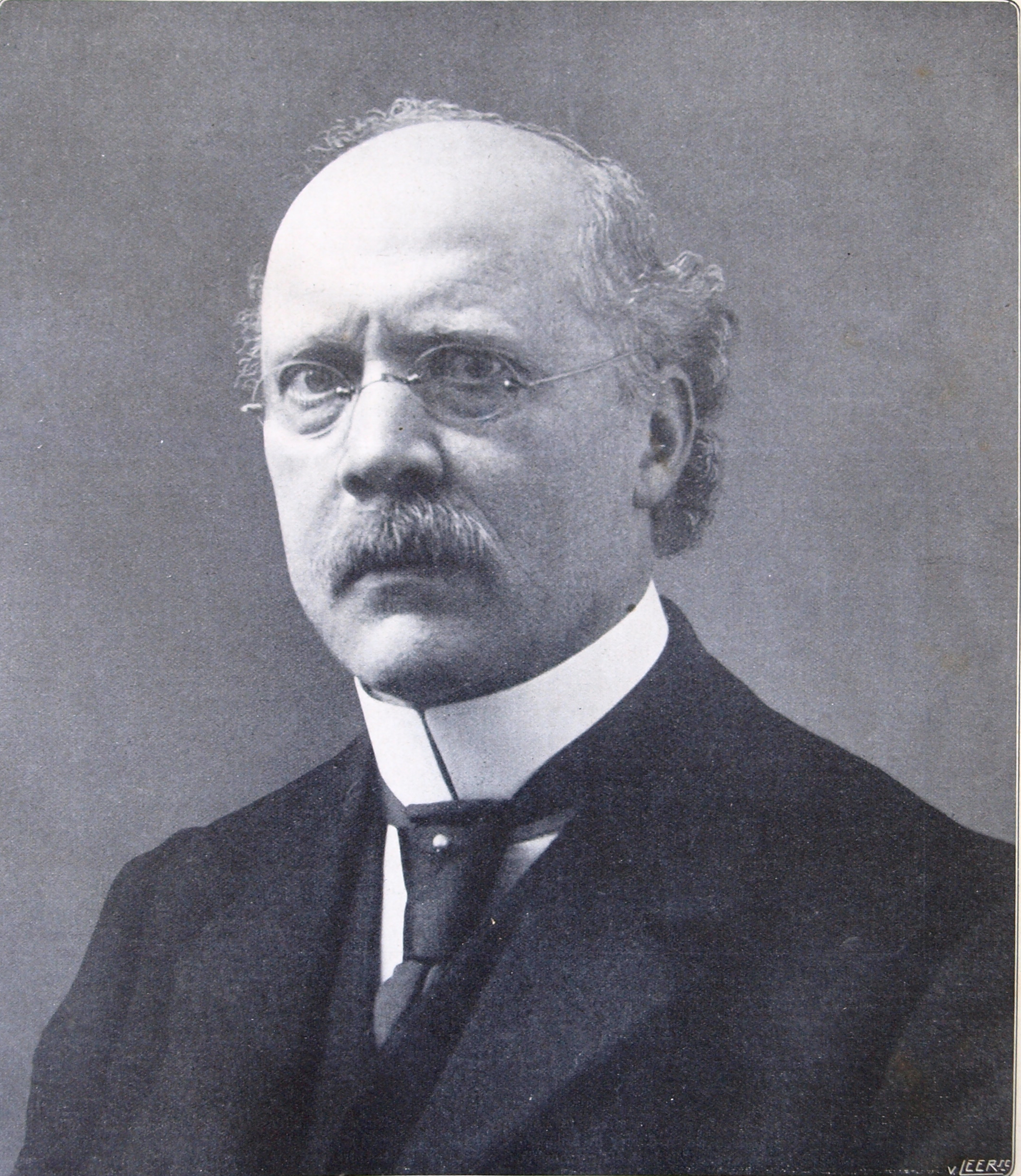
Daniel Völter.

Daniël Erhard Johannes Völter, född 14 september 1855 i Esslingen am Neckar, Württemberg, död 18 maj 1942 i Stuttgart, var en tysk-nederländsk teolog.
Völter blev 1885 professor i Nya testamentets exegetik vid Universiteit van Amsterdam. Han ägnade sig bland annat åt Uppenbarelsebokens tydning. Han författade Die Entstehung der Apokalypse (andra upplagan 1885), Der Ursprung des Donatismus (1883), Die ignatianischen Briefe, aus ihrem Ursprung untersucht (1892). Därjämte skrev han bland annat om de paulinska brevens komposition, om Gamla testamentets beroende av egyptisk åskådning (Ägypten und die Bibel, femte upplagan 1907). Han tillhörde den religionshistoriska skolan och hyllade en strängt kritisk uppfattning av Bibelns böcker. Alla de paulinska breven är enligt honom bearbetningar av apostelns grundtankar.